# Une mélodie de Noël
Pour plus de détails, voir Fiche technique et Distribution.
Une mélodie de Noël (A Christmas Melody) est un téléfilm de Noël américain de Noël réalisé par Mariah Carey et diffusé le 19 décembre 2015 sur Hallmark Channel. Le téléfilm, qui fut un événement, a été vu par plus de 4 millions de personnes aux États-Unis. En France, le téléfilm fut diffusé le 18 décembre 2016 sur TF1. Le téléfilm est basé d'après sa chanson Oh Santa!, qui est arrivé n°1 aux Etats-Unis.

## Synopsis
Kristin, veuve, qui vient de fermer sa boutique de mode à Los Angeles, part refaire sa vie dans l'Ohio chez sa tante avec sa petite fille. Mais lorsqu'elle rencontre son ancienne ennemie jurée de jeunesse (Mariah Carey), tout se complique.

## Distribution
- Mariah Carey (VF : Anne Dolan) : Melissa McKean-Atkinson
- Lacey Chabert (VF : Aurore Bonjour) : Kristin Randall-Parson
- Brennan Elliott (VF : Marc Saez) : Danny Collier
- Fina Strazza (VF : Clara Quilichini) : Emily Parson
- Tifani Ahren Davis (VF : Anne Broussard) : Angela
- Kathy Najimy (VF : Véronique Augereau) : Tante Sarah Randall
- Kevin Chamberlin (VF : Jean-Loup Horwitz) : Thomas
- Katie Heichler (VF : Delphine Saley) : Holly
- Maya Farhat (VF : Lydia Cherton) : Hayley
- Torrie Wiggins (VF : Virginie Émane) : Principal Weber
- Raelle Wilson (VF : Cerise Calixte) : Abigail Atkinson

- Version française
  - Société de doublage : Dubbing Brothers
  - Direction artistique : Anne Massoteau
  - Adaptation des dialogues :

 Source et légende : version française (VF) sur RS Doublage

## Développement
Le téléfilm est basé d'après sa chanson Oh Santa!, qui est arrivé n°1 aux Etats-Unis. Mariah Carey Oh Santa Vidéo Officielle sur Youtube.com

## Accueil et réception
Le téléfilm, qui fut un événement, a été vu par plus de 4 millions de personnes aux États-Unis.
En France, le téléfilm fut diffusé le 18 décembre 2016 sur TF1.